# Gabrje - Brusnice
Gabrje - Brusnice este o arie protejată (arie specială de conservare — SAC, sit de importanță comunitară — SCI) din Slovenia întinsă pe o suprafață de 10,55 ha, integral pe uscat.

## Localizare
Centrul sitului Gabrje - Brusnice este situat la coordonatele 45°47′38″N 15°15′27″E / 45.794°N 15.2574°E.

## Înființare
Situl Gabrje - Brusnice a fost declarat sit de importanță comunitară în aprilie 2004 pentru a proteja 1 specie de plante. Situl a fost protejat și ca arie specială de conservare în februarie 2012.

## Biodiversitate
Situată în ecoregiunea continentală, aria protejată nu include niciun habitat protejat.
La baza desemnării sitului se află o specie protejată de  plante: Rhododendron luteum.